# Portland (Dakota Północna)
Portland – miasto w Stanach Zjednoczonych, w stanie Dakota Północna, w hrabstwie Traill.